# Alpine A710
Alpine A710 «Berlinette 2», або просто Alpine A710 — прототип, виготовлений французькою фірмою Alpine під керівництвом Renault у 1990 році. Був названий на честь легендарної моделі A110 Berlinette, що принесла славу Alpine. 

## Історія
Прагнучи розширити модельний ряд дочірньої компанії, у Renault взялися за ідею відродити концепцію легкого двомісного спортивного автомобіля в стилі перших Alpine. Проект отримав кодове позначення W71. Роботи над ним велися студією Berex (Bureau d'Étude et de Recherches EXploratoires) між 1989 і 1993 роками. Існувало два варіанти майбутньої назви — A410 і A710, з яких зупинилися на останньому. Із деякою різницею в часі було побудовано 2 прототипи. Незважаючи на спільну конструкцію, обидва екземпляри відрізнялися за багатьма параметрами: дизайном передніх і задніх ліхтарів, вихлопних труб, а також відсутністю центральної консолі і вентиляторів на першому зразку та їх наявністю на другому. Для скорочення колісної бази вирішили змінити традиційне для всіх Alpine компонування "двигун ззаду, задній привід" на "двигун ззаду у колісній базі, задній привід". Маючи невелику масу, хороші прискорення та керованість, автомобіль показав краще коло в тестових заїздах порівняно з Alpine A610. Щоправда, платою за це стала аскетичність комплектації, а встановлення стандартних опцій призвело до зростання ваги та затрат на виробництво, які вже склали 600 млн. франків. Зваживши на фінансові складнощі Alpine, у Renault вирішили закрити програму та сфокусуватися на випуску власних спортивних автомобілів. Є думка, що в разі запуску A710 у серійне виробництво, модель цілком могла конкурувати з Lotus Elise.
Обидва екземпляри зберігаються в колекції Renault на фабриці у Флен-сюр-Сен. Деякі напрацювання з A710 можна прослідкувати в образі Renault Sport Spider 1995 року, концептуальної Berlinette Renault Sport, а також представленої ще 1992 року моделі Berlinette Echappement іншого французького виробника Hommell.